# Musselin
Musselin (også muslin; efter byen Mosul i Irak) kaldes de typer af glatte stoffer som er løstvævet af det fineste
bomuldsgarn. Eksempler er batist, jaconet og lignende. Af fint uldgarn fremstilles uldmusselin, der benyttes til damekjoler, særlig med påtrykte farvemønstre.
Musselin kan også fremstilles af silke, viskose eller syntetiske fibre.